# Widuri
Widuri is een bestuurslaag in het regentschap Pemalang van de provincie Midden-Java, Indonesië. Widuri telt 5848 inwoners (volkstelling 2010).